# Talsperre Bouçoais-Sonim
Die Talsperre Bouçoais-Sonim (portugiesisch Barragem de Bouçoais-Sonim) liegt in der Region Nord Portugals im Distrikt Vila Real. Sie staut den Rabaçal, den rechten (westlichen) Quellfluss des Tua zu einem Stausee auf. Der Rabaçal bildet an dieser Stelle die Grenze zwischen den Distrikten Bragança und Vila Real. Die namensgebende Gemeinde Sonim liegt ungefähr zwei Kilometer südwestlich der Talsperre. Ungefähr zwei Kilometer flussaufwärts befindet sich die Talsperre Rebordelo.
Die Talsperre Bouçoais-Sonim wurde 2004 fertiggestellt. Sie dient der Stromerzeugung. Die Talsperre ist im Besitz der Hidroeléctrica de Pinhel Lda. (HP).

## Absperrbauwerk
Das Absperrbauwerk ist eine Gewichtsstaumauer aus Beton mit einer Höhe von 43 m über der Gründungssohle. Die Mauerkrone liegt auf einer Höhe von 341 m. Die Länge der Mauerkrone beträgt 87 m. Das Volumen des Bauwerks beträgt 19.500 m³.
Die Staumauer verfügt sowohl über einen Grundablass als auch über eine Hochwasserentlastung. Über die Hochwasserentlastung können maximal 1.000 m³/s abgeleitet werden. Das Bemessungshochwasser liegt bei 1.100 m³/s; die Wahrscheinlichkeit für das Auftreten dieses Ereignisses wurde mit einmal in 100 Jahren bestimmt.

## Stausee
Beim normalen Stauziel von 334 m (maximal 340 m bei Hochwasser) erstreckt sich der Stausee über eine Fläche von rund 0,0153 km² und fasst 1,365 Mio. m³ Wasser. Das minimale Stauziel liegt bei 332 m.

## Kraftwerk
Es sind zwei Francis-Turbinen mit einer maximalen Leistung von zusammen 10 MW installiert. Die durchschnittliche Jahreserzeugung liegt bei 30 Mio. kWh.
Das Kraftwerk ist im Besitz der Hidroeléctrica de Pinhel Lda. (HP) und wird auch von HP betrieben.